# Saison 2 d'American Housewife
Chronologie
Saison 1 Saison 3
Cet article présente le guide des épisodes de la deuxième saison de la série télévisée américaine American Housewife.

## Généralités
- Aux États-Unis, la saison a été diffusée du 27 septembre 2017 au 16 mai 2018 sur le réseau ABC.
- Au Canada, elle a été diffusée en simultané sur CTV Two.

## Distribution

### Acteurs principaux
- Katy Mixon : Katie Otto
- Diedrich Bader : Jeff Otto
- Meg Donnelly : Taylor Otto
- Daniel DiMaggio : Oliver Otto
- Julia Butters : Anna-Kat Otto
- Carly Hughes : Angela
- Ali Wong : Doris

### Acteurs récurrents
- Leslie Bibb : Viv
- Jeannette Sousa : Suzanne
- Kate Flannery : Sandy
- Wendie Malick : Kathryn, mère de Katie
- Jessica St. Clair : Chloe Brown Mueller
- Timothy Omundson : Stan Lawton

## Épisodes

### Épisode 1: Titre français inconnu (Back to School)
- États-Unis /  Canada : 27 septembre 2017 sur ABC[1] / CTV Two

- États-Unis : 5,66 millions de téléspectateurs[2] (première diffusion)

### Épisode 2: Titre français inconnu (Boar-Dain)
- États-Unis /  Canada : 4 octobre 2017 sur ABC / CTV Two

- États-Unis : 4,96 millions de téléspectateurs[3] (première diffusion)

### Épisode 3: Titre français inconnu (The Uprising)
- États-Unis /  Canada : 11 octobre 2017 sur ABC / CTV Two

- États-Unis : 5,02 millions de téléspectateurs[4] (première diffusion)

### Épisode 4: Titre français inconnu (The Lice Storm)
- États-Unis /  Canada : 18 octobre 2017 sur ABC / CTV Two

- États-Unis : 5,11 millions de téléspectateurs[5] (première diffusion)

### Épisode 5: Titre français inconnu (Boo-Who?)
- États-Unis /  Canada : 25 octobre 2017 sur ABC / CTV Two

- États-Unis : 4,75 millions de téléspectateurs[6] (première diffusion)

### Épisode 6: Titre français inconnu (The Pig Whisperer)
- États-Unis /  Canada : 1er novembre 2017 sur ABC / CTV Two

- États-Unis : 4,53 millions de téléspectateurs[7] (première diffusion)

### Épisode 7: Titre français inconnu (Family Secrets)
- États-Unis /  Canada : 15 novembre 2017 sur ABC / CTV Two

- États-Unis : 4,89 millions de téléspectateurs[8] (première diffusion)

### Épisode 8: Titre français inconnu (Gala Auction)
- États-Unis /  Canada : 29 novembre 2017 sur ABC / CTV Two

- États-Unis : 4,51 millions de téléspectateurs[9] (première diffusion)

### Épisode 9: Titre français inconnu (The Couple)
- États-Unis /  Canada : 6 décembre 2017 sur ABC / CTV Two

- États-Unis : 4,52 millions de téléspectateurs[10] (première diffusion)

### Épisode 10: Titre français inconnu (Blue Christmas)
- États-Unis /  Canada : 13 décembre 2017 sur ABC / CTV Two

- États-Unis : 4,79 millions de téléspectateurs[11] (première diffusion)

### Épisode 11: Titre français inconnu (Blondetourage)
- États-Unis /  Canada : 3 janvier 2018 sur ABC / CTV Two

- États-Unis : 4,74 millions de téléspectateurs[12] (première diffusion)

### Épisode 12: Titre français inconnu (Selling Out)
- États-Unis /  Canada : 10 janvier 2018 sur ABC / CTV Two

- États-Unis : 4,52 millions de téléspectateurs[13] (première diffusion)

### Épisode 13: Titre français inconnu (The Anniversary)
- États-Unis /  Canada : 17 janvier 2018 sur ABC / CTV Two

- États-Unis : 5,00 millions de téléspectateurs[14] (première diffusion)

### Épisode 14: Titre français inconnu (Midlife Crisis)
- États-Unis /  Canada : 24 janvier 2018 sur ABC / CTV Two

- États-Unis : 5,32 millions de téléspectateurs[15] (première diffusion)

### Épisode 15: Titre français inconnu (The Mom Switch)
- États-Unis /  Canada : 24 janvier 2018 sur ABC / CTV Two

- États-Unis : 4,16 millions de téléspectateurs[15] (première diffusion)

### Épisode 16: Titre français inconnu (Field Day)
- États-Unis /  Canada : 28 février 2018 sur ABC / CTV Two

- États-Unis : 4,09 millions de téléspectateurs[16] (première diffusion)

### Épisode 17: Titre français inconnu (All Coupled Up)
- États-Unis /  Canada : 7 mars 2018 sur ABC / CTV Two

- États-Unis : 4,20 millions de téléspectateurs[17] (première diffusion)

### Épisode 18: Titre français inconnu (The Venue)
- États-Unis /  Canada : 14 mars 2018 sur ABC / CTV Two

- États-Unis : 3,71 millions de téléspectateurs[18] (première diffusion)

### Épisode 19: Titre français inconnu (It's Hard to Say Goodbye)
- États-Unis /  Canada : 21 mars 2018 sur ABC / CTV Two

- États-Unis : 4,45 millions de téléspectateurs[19] (première diffusion)

### Épisode 20: Titre français inconnu (The Inheritance)
- États-Unis /  Canada : 4 avril 2018 sur ABC / CTV Two

- États-Unis : 4,72 millions de téléspectateurs[20] (première diffusion)

### Épisode 21: Titre français inconnu (It's Not You, It's Me)
- États-Unis /  Canada : 11 avril 2018 sur ABC / CTV Two

- États-Unis : 3,99 millions de téléspectateurs[21] (première diffusion)

### Épisode 22: Titre français inconnu (Sliding Sweaters)
- États-Unis /  Canada : 2 mai 2018 sur ABC / CTV Two

- États-Unis : 3,70 millions de téléspectateurs[22] (première diffusion)

### Épisode 23: Titre français inconnu (Finding Fillion)
- États-Unis /  Canada : 9 mai 2018 sur ABC / CTV Two

- États-Unis : 4,12 millions de téléspectateurs[23] (première diffusion)

### Épisode 24: Titre français inconnu (The Spring Gala)
- États-Unis /  Canada : 16 mai 2018 sur ABC / CTV Two

- États-Unis : 4,15 millions de téléspectateurs[24] (première diffusion)